# Guillaume Pierre François Petit
Pour les articles homonymes, voir Petit.
 Pierre Guillaume François Petit est un homme politique français né le 1er septembre 1804 à Courbevoie (Seine) et mort le 7 octobre 1875 à Louviers (Eure).

## Biographie
Manufacturier, maire de Louviers, président de la chambre de commerce de Louviers, Guillaume Petit est promu officier de la Légion d'honneur en 1860, année où il est président de la Société libre d'agriculture, sciences, arts et belles-lettres de l'Eure. Il est conseiller général et député de l'Eure de 1863 à 1870, siégeant dans la majorité dynastique soutenant le Second Empire.

## Famille
Le père est Fernand Germain Petit, possesseur de l'usine des Lavandières en 1824.
Marié à Louviers le 27 novembre 1838 à Marie Anne Esther Odiot de Beaumont-le-Roger, le couple a deux fils : François né en 1846 prend la suite de l'affaire familiale, tandis que Pierre Henry Jean Guillaume, né le 30 juillet 1853, est négociant au Havre.

## Sources
- Guillaume Petit, Histoire de Louviers, Louviers, Imprimerie Léonce Delahaye, 1877, 137 (hors annexes) (lire en ligne), p. 3-13 (extraits de la biographie du XIXe siècle, par Victor Lacaine et Charles Laurent.